# Yefim Chulak
Yefim Aronovich Chulak (em russo:  Ефим Аронович Чулак; Ceadîr-Lunga, 15 de julho de 1948) é um ex-jogador de voleibol da Rússia que competiu pela União Soviética nos Jogos Olímpicos de 1972 e 1976. Ele é judeu.
Em 1972, ele fez parte da equipe soviética que conquistou a medalha de bronze no torneio olímpico, no qual jogou em todas as sete partidas. Quatro anos depois, ele ganhou a medalha de prata com o time soviético na competição olímpica de 1976, participando de cinco jogos.